# Škoda 440
Škoda 440 (typ 970), potocznie znana jako Spartak od nazwy prototypu – samochód osobowy, który był produkowany przez czechosłowacką firmę Škoda w Mladá Boleslav od roku 1955 do 1959 roku. 
Pierwszy prototyp samochodu ukończono 19 grudnia 1953, a seria próbna, pod nazwą Spartak, została zaprezentowana 1 maja 1954 r. Nazwa ta nie została przyjęta dla produkcyjnych samochodów z uwagi na jej podobieństwo do holenderskiego producenta motocykli Sparta, jednakże funkcjonowała mimo to w powszechnym obiegu. Pierwsze prototypy były napędzane silnikiem o pojemności 995 cm³ ze starego modelu Škoda Popular, lecz do produkcji seryjnej skierowano odmianę z silnikiem 1098 cm³, zapewniającym lepsze parametry.
Na bazie tego modelu stworzono odmianę 445 z mocniejszym silnikiem oraz kabriolet Škoda 450.
W roku 1959 model 440 ustąpił miejsca swojemu następcy – Octavii.
Samochód eksportowany był m.in. do USA, gdzie w 1959 roku kosztował 1686 dolarów (140 dolarów więcej od VW „garbusa”).